# Georges Sorel
Georges Eugène Sorel (Cherbourg-Octeville, 1847. november 2. – Boulogne-Billancourt, 1922. augusztus 29.) francia filozófus, szindikalista teoretikus.

## Életpályája
Apja borkereskedő volt, aki hamar tönkrement. 1865-ben jelentkezett a párizsi École Polytechnique-re, ahol mérnöki diplomát szerzett. Publikációs tevékenységét az 1880-as évek második felében kezdte.
Szembefordult a marxizmussal. Erőszak-elmélete nagy hatással volt a fasizmusra. 

## Magyarul megjelent művei
- A marxizmus felbomlása; szerk. Balogh László; ELTE, Bp., 1989 (Politikaelméleti füzetek) (Eredeti címe: La decomposition du Marxisme, 1908).
- Gondolatok az erőszakról; ford. Burján Mónika, Lukács Katalin, Szénási Éva, utószó, jegyz., névmutató Szénási Éva; Századvég, Bp., 1994 (Századvég könyvtár. Politikai gondolkodók) (eredeti címe: Reflexions sur la violence,  1908).